# Kal (gmina Zagorje ob Savi)
Kal – wieś w Słowenii, w gminie Zagorje ob Savi. W 2018 roku liczyła 106 mieszkańców.